# 旧府街道
旧府街道，是中华人民共和国云南省昭通市镇雄县下辖的一个街道办事处。
2013年4月22日，云南省人民政府批复同意撤销乌峰镇，设立乌峰街道、南台街道、旧府街道。

## 行政区划
旧府街道下辖以下地区：
龙井社区、凤翅社区、高山村、旧府村、陈贝屯村和松林湾村。